# القفر (إب)
القفر هي إحدى قرى الجمهورية اليمنية. وهي تتبع جغرافيًا لمحافظة إب. وإداريًا لمديرية العدين. يبلغ تعداد سكانها 2023 نسمة حسب الإحصاء الذي جرى عام 2004.